# Trillan
Trillan är en sjö eller älvutvidgning i Öreälven  i Nordmalings kommun i Ångermanland och ingår i Öreälvens huvudavrinningsområde. Sjön har en area på 0,0465 kvadratkilometer och ligger 12,6 meter över havet. Trillan ligger i Öreälven Natura 2000-område. Sjön avvattnas av vattendraget Öreälven (Örån).

## Delavrinningsområde
Trillan ingår i det delavrinningsområde (705807-169188) som SMHI kallar för Ovan VDRID = Kjärrhjulshålet i Öreälvens vattendr*. Medelhöjden är 30 meter över havet och ytan är 29,18 kvadratkilometer. Räknas de 214 avrinningsområdena uppströms in blir den ackumulerade arean 2 999,28 kvadratkilometer. Avrinningsområdets utflöde Öreälven (Örån) mynnar i havet. Avrinningsområdet består mestadels av skog (70 procent). Avrinningsområdet har 0,85 kvadratkilometer vattenytor vilket ger det en sjöprocent på 2,9 procent.